# Pachycephala fuliginosa
Pachycephala fuliginosa (свистун західний) — вид горобцеподібних птахів родини свистунових (Pachycephalidae). Ендемік Австралії.

## Таксономія
До 2015 року західний свистун вважався підвидом золотистого свистуна, однак за результатами молекурярно-генетичного дослідження птах був визнаний окремим видом.

## Підвиди
Виділяють два підвиди:
- P. f. fuliginosa Vigors & Horsfield, 1827 — Східна Австралія;
- P. f. occidentalis Ramsay, EP, 1878 — Південно-Східна Австралія.

## Поширення і екологія
Західні свистуни поширені на південному заході Австралії.